# Basse Terre
Basse Terre((fr.) nizina) može značiti:
- Basseterre, glavni grad Federacije Svetog Kristofora i Nevisa u Karibima
- Basse-Terre, glavni grad Gvadeloupe, prekomorske regije i departmana Francuske, koji se nalazi na Malim Antilima
- Basse-Terre (otok), naziv zapadne polovice Gvadeloupe